# Fiscaras
Los fiscaras o tilcaras son un pueblo indígena de la quebrada de Humahuaca en la provincia de Jujuy en Argentina, que forma parte del conjunto cultural kolla. Están agrupados en cuatro comunidades del departamento de Tilcara.
Tanto en la Encuesta Complementaria de Pueblos Indígenas 2004-2005 como en el Censo Nacional de Población, Hogares y Viviendas 2010 los fiscaras se autodefinieron como kollas, pero en 2012 decidieron tomar una identidad indígena propia separada del pueblo kolla.

## Historia
Se considera la presencia de población humana en la quebrada de Humahuaca desde 12000-10000 años antes del presente. Entre 3000 y 2000 años AP existieron ya poblaciones agroalfareras en la región. Entre el 1200 y 1400 la región sufrió extremas sequías lo cual provocó fragmentaciones y guerras interétnicas endémicas que consolidaron núcleos étnicos diferenciados en pequeñas ciudades fortificadas, como la de Tilcara. Durante ese mismo periodo la zona recibió el influjo cultural del horizonte Tiahuanaco, común a los pueblos altiplánicos. Estos grupos étnicos se fragmentaron en numerosos pueblos, entre los cuales se hallaban en la quebrada de Humahuaca los omaguacas, uquías, fiscaras (que habitaba las tierras comprendidas entre las quebradas de Juella y Purmamarca), purmamarcas y tilianes. En Tilcara estos pueblos quebradeños construyeron una fortaleza defensiva, el pucará de Tilcara. Los tilcaras ocupaban el espacio entre los omaguacas propiamente dichos por el norte y los purmamarcas (o purumamarcas) por el sur, cada uno de los cuales era una fracción del conjunto omaguaca, junto a otros pueblos como los ocloyas.
Los pueblos de la quebrada de Humahuaca se dedicaban al pastoreo de llamas, de las cuales obtenían carne y lana y utilizaban para portar cargas. Cultivaban maíz, papa, porotos y zapallos, utilizando pequeñas herramientas de mano y usando los terrenos adyacentes al río Grande. También construían terrazas de cultivo, destacando las de Alfarcito que fueron construidas por los tilcaras y aun son visibles. La caza de vicuñas, guanacos y vizcachas complementaba su alimentación. Eran alfareros y fabricaban diversos objetos de cerámica y sus vestidos estaban hechos de lana de llama o de vicuña con telares.
Al finalizar ese período y aprovechando la debilidad de las etnias existentes se produjo la irrupción de los incas y la anexión de la quebrada al Imperio incaico. Según las crónicas históricas el inca Túpac Yupanqui ingresó con su ejército al actual territorio de Argentina en 1479 y lo incorporó al Collasuyo, esto sin embargo, contradice las dataciones arqueológicas que señalan la fecha en torno a 1450. El dominio incaico fue breve pero provocó una fuerte transculturación uniformadora a las etnias originarias dejando algunos notorios rastros culturales y la lengua quechua, que se transformó en la lengua franca y comenzó a desplazar a las lenguas locales. El culto a los antepasados común en las etnias originarias locales fue remplazado por una religión de Estado que exigía la contribución con los recursos económicos regionales. Se construyó el sistema de caminos denominado Qhapaq Ñan o Camino del inca, ingresando un ramal secundario en Argentina cerca de La Quiaca para recorrer la quebrada de Humahuaca y pasar por Tilcara y el valle de Lerma, desde donde enlazaba con el ramal principal.
En el pueblo de Tilcara se cree que los incas establecieron la capital de la provincia (wamani) de Humahuaca, cuya jurisdicción llegaba por el norte hasta Talina en el suroeste de Bolivia. Los incas trasladaron poblaciones a la quebrada de Humahuaca, principalmente chichas, papayas y churumatas, cuya principal función fue servir como barrera de contención contra los chiriguanos, dando comienzo al mestizaje étnico y cultural que desembocó en el conjunto kolla. Los incas usaron el pucará de Tilcara como puesto militar que aseguraba el suministro de metales desde las minas cercanas. La palabra Tilcara proviene de la expresión quechua que significa «Lugar de buen cuero» o «Cuero Fuerte».
Desde mediados del siglo XVI se produjo la irrupción de los españoles en la región y las etnias locales opusieron enconadas resistencias llamadas guerras calchaquíes (1560-1667), en las que sufrieron una gran merma demográfica. Los españoles, encabezados por el capitán Francisco de Argañaraz y Murguía, lograron vencer la resistencia de los indígenas de la quebrada de Humahuaca en 1594, cuando capturaron al curaca Viltipoco, cabeza de la resistencia indígena y cacique de Tilcara. Después de la conquista, estos pueblos fueron sometidos al régimen de encomienda, siendo obligados a residir en un lugar determinado y a trabajar por temporadas, correspondiendo los tilcaras a la encomienda de Argañaraz y Murguía. Desde entonces quedó fundado el pueblo de indios de San Francisco de Tilcara.

El teniente de gobernador y capitán general y justicia mayor de Jujuy obtuvo el goce del oficio por tiempo de 6 años, la encomienda de indios de tilcaras, ossas y gaypetes por dos vidas, diversas mercedes de tierras para chacras, estancias, hacienda, molino para él y sus hijos mayores y metales en Cochinoca.

Las habitantes de este pueblo obtuvieron en 1606 una merced real de posesión de sus tierras, que mantuvieron a lo largo del gobierno colonial. Un nuevo proceso de transculturamiento fue realizado por los españoles con la generalización del idioma español, la religión católica y la fundación de ciudades como San Salvador de Jujuy (de la cual dependía Tilcara).
Entre 1810 y 1822 la quebrada de Humahuaca fue teatro de la guerra de la Independencia Argentina, quedando los pueblos y las poblaciones devastadas.

## Restablecimiento del pueblo fiscara
La provincia de Jujuy reconoció la personería jurídica inscribiéndolas en el Registro de Comunidades Aborígenes a 3 comunidades kollas que luego se autorreconocieron como fiscaras. Dos de ellas continúan registradas como kollas y la otra fue reinscripta como fiscara:
- Comunidad Aborigen Cueva del Inca de Maimará el 8 de noviembre de 2001 (continúa registrada como kolla)
- Comunidad Aborigen Angosto El Perchel de Maimará el 10 de octubre de 2009 (continúa registrada como kolla)
- Comunidad Originaria Maymaraes de Maimará el 16 de noviembre de 2011 (reinscripta como fiscara en 2012)
- Comunidad Indígena Pukará de Tilcara el 12 de agosto de 2016.[8] A esta última le fueron reconocidas en propiedad comunitaria mediante el Programa Nacional de Relevamiento Territorial de Comunidades Indígenas 234,4 hectáreas el 31 de marzo de 2017.[9]

El 16 de junio de 2012 los representantes de las 4 comunidades fiscaras (Maymaraes, Pukará, Angosto El Perchel y Cueva del Inca) se reunieron en Tilcara conformando un Consejo de Abuelos de 4 miembros de cada comunidad, que presidió una asamblea fundacional que declaró el restablecimiento del pueblo Fiscara o Tilcara.
Los fiscaras no tienen aun representación propia en el Consejo de Participación Indígena del Instituto Nacional de Asuntos Indígenas. 